# Basil Lubbock
 (mai 2019).
Alfred Basil Lubbock (9 septembre 1876 – 3/4 septembre 1944 Monks Orchard, Seaford) est un marin, soldat et historien britannique. Il a écrit de très nombreux livres sur la marine et la navigation et était membre de la Society for Nautical Research (en).

## Biographie
Le père de Lubbock s'appelait aussi Alfred Lubbock. Sa mère était Louisa, née Wallroth. Lubbock a été principalement élevé par son oncle. Il a étudié au collège d'Eton.
En 1896 il a participé à la ruée vers l'or du Klondike puis a travaillé plusieurs mois comme marin. Il est revenu en Europe au moment de la seconde guerre des Boers. Sa participation à la guerre lui a valu une citation militaire le 8 août 1901. 
Son premier livre, Round the Horn Before the Mast, un récit de sa vie comme matelot sur de grands voiliers, a été publié en 1902. Il a ensuite vécu à New York et au Canada avant de revenir en Grande-Bretagne, où il s'est marié en 1912.
En 1914, il a servi comme officier d'artillerie dans la Territorial Army en Inde. C'est là qu'il a écrit The China Clippers. Il vivait à  Jako Hill, près de Simla, d'où il peignait l'Himalaya. Il a été formé à l'école des transmissions de Pune en 1915, puis est revenu en Europe. Il a combattu en France durant la Première Guerre mondiale, ce qui lui a valu la Croix militaire. Il a atteint le grade de capitaine.
Après la guerre il a formé des clubs de nautisme et donné des leçons. Il a travaillé avec Alfred Westmacott à la conception d'un yacht, le Hamble One Design.
Lubbock a été un ami de longue date du Capitaine Wilfred Dowman, l'homme qui a racheté le Cutty Sark aux Portugais ; leur amitié était né de leur étude du journal de bord du navire. Il a écrit deux livres au sujet du fameux clipper : The Log of the Cutty Sark et Sail: The Romance of the Clipper Ships.

## Aujourd'hui
Lubbock n'est pas considéré comme un historien parfaitement fiable. Il s'appuie trop sur les correspondances et ses entretiens avec les membres d'équipage, plutôt que sur les documents et le recoupement des sources. Il confond parfois les noms des navires et des capitaines, ou donne des dates incorrectes. Sa correspondance et ses entretiens en eux-mêmes sont cependant une source unique.
Son livre The China Clippers a inspiré All the Tea in China de Kyril Bonfiglioli (1978).

## Publications
- Round the Horn Before the Mast, 1902
- Nineteenth Century Dramatic Stories of Atlantic Crossings, 1905
- Jack Derringer, A Tale of Deep Water, 1906
- Deep Sea Warriors, 1909
- The China Clippers, 1914
- The Colonial Clippers, 1921
- Cruisers, corsairs & slavers : an account of the suppression of the picaroon, pirate & slaver by the Royal Navy during the 19th century, 1922
- The Blackwall Frigates, 1922
- The Log of the Cutty Sark, 1924
- Adventures by Sea from Art of Old Time, 1925
- The Western Ocean Packets, 1925
- The Last of the Windjammers, two volumes, 1927, 1929
- Sail, The Romance of the Clipper Ships (illus. par Jack Spurling (en), ed. F. A. Hook), three volumes, 1927, 1929, 1936
- The Down Easters. American Deep-water Sailing Ships 1869-1929, 1929
- Bully Hayes, South Sea Pirate, 1931
- The Nitrate Clippers, 1932
- The Opium Clippers, 1933
- The Coolie Ships and Oil Sailers, 1935
- The Arctic Whalers, 1937